# Marc Hermans
Pour les articles homonymes, voir Hermans.
Marc Hermans, est un homme politique belge bruxellois, membre du Parti socialiste (PS), qu'il quitte en 2000. Il est le fils d'une ancienne sénatrice PS, Jeannine Blomme.

## Fonctions politiques
- Conseiller communal à Berchem-Sainte-Agathe (1994-)
  - échevin
- Membre du Parlement de la Région de Bruxelles-Capitale : 
  - du 12 janvier 1990 au 21 mai 1995 en remplacement de Charles Picqué, ministre-président, empêché